# Малые Кибя-Кози
Малые Кибя-Кози тат. Кече Кибәхуҗа — деревня в Тюлячинском районе Татарстана. Административный центр Малокибякозинского сельского поселения.

## География
Находится в северо-западной части Татарстана на расстоянии приблизительно 5 км на север от районного центра села Тюлячи у речки Макса.

## История
Основано в период Казанского ханства. В начале XX века в деревне отмечено наличие мечети и мектеба.
В «Списке населенных мест по сведениям 1859 года», изданном в 1866 году, населённый пункт упомянут как казённая деревня Малые Кибяк-Кози 2-го стана Лаишевского уезда Казанской губернии. Располагалась при речке Максе, по правую сторону Зюрейской торговой дороги, в 78 верстах от уездного города Лаишево и в 26 верстах от становой квартиры в казённом селе Карабаяны (Богородское). В деревне, в 29 дворах жили 182 человека (93 мужчины и 89 женщин), была мечеть.

## Население
Постоянных жителей было: в 1859—167, в 1897—277, в 1908—330, в 1920—301, в 1926—178, в 1938—232, в 1949—191, в 1958—147, в 1970—119, в 1979 — 76, в 1989 — 63, 71 в 2002 году (татары 100 %), 61 в 2010.